# 10 Minutes 38 Seconds in This Strange World
10 Minutes 38 Seconds in This Strange World (em turco:  On Dakika Otuz Sekiz Saniye) é um romance de 2019 do escritor turco Elif Shafak e seu décimo primeiro no geral. É a história de uma mulher sobre uma trabalhadora do sexo em Istambul. Foi lançado pela Viking Press em 2019.

## Resumo
10 Minutes and 38 Seconds in This Strange World estreia em 1990 com "Tequila Leila", que é uma prostituta. A história tem seus cinco amigos excluídos, que não compartilham uma importância digna em um país iliberal. Leila entra em estado de consciência em seus últimos momentos, depois de ter sido assassinada e deixada em uma lixeira nos arredores de Istambul. "Enquanto o sol turco nasce acima dela e de seus amigos dormindo profundamente nas proximidades, ela contempla sua existência mortal antes do descanso eterno." Nos últimos minutos ela relembra sua vida anterior; "o sabor do ensopado de cabra condimentado, sacrificado pelo pai para celebrar o tão esperado nascimento de um filho; a visão de tonéis borbulhantes de limão e açúcar que as mulheres usam para depilar as pernas enquanto os homens frequentam a mesquita; o cheiro de cardamomo café que Leila compartilha com um belo estudante no bordel onde ela trabalha. Cada memória também lembra os amigos que ela fez em cada momento chave de sua vida - amigos que agora estão tentando desesperadamente encontrá-la..."

## Awards
- Selecionado para o 2019 Booker Prize.[12][13][14][15]
- O livro do Ano da Blackwell's, 2019[16]
- Selecionado para o RSL Ondaatje Prize, 2020[17]